# Alonzo Wright
Pour les articles homonymes, voir Wright.
Alonzo Wright, né le 28 avril 1821 à Wright's Town et mort le 7 janvier 1894 à Ironside, est un homme politique et un homme d'affaires canadien.

## Biographie

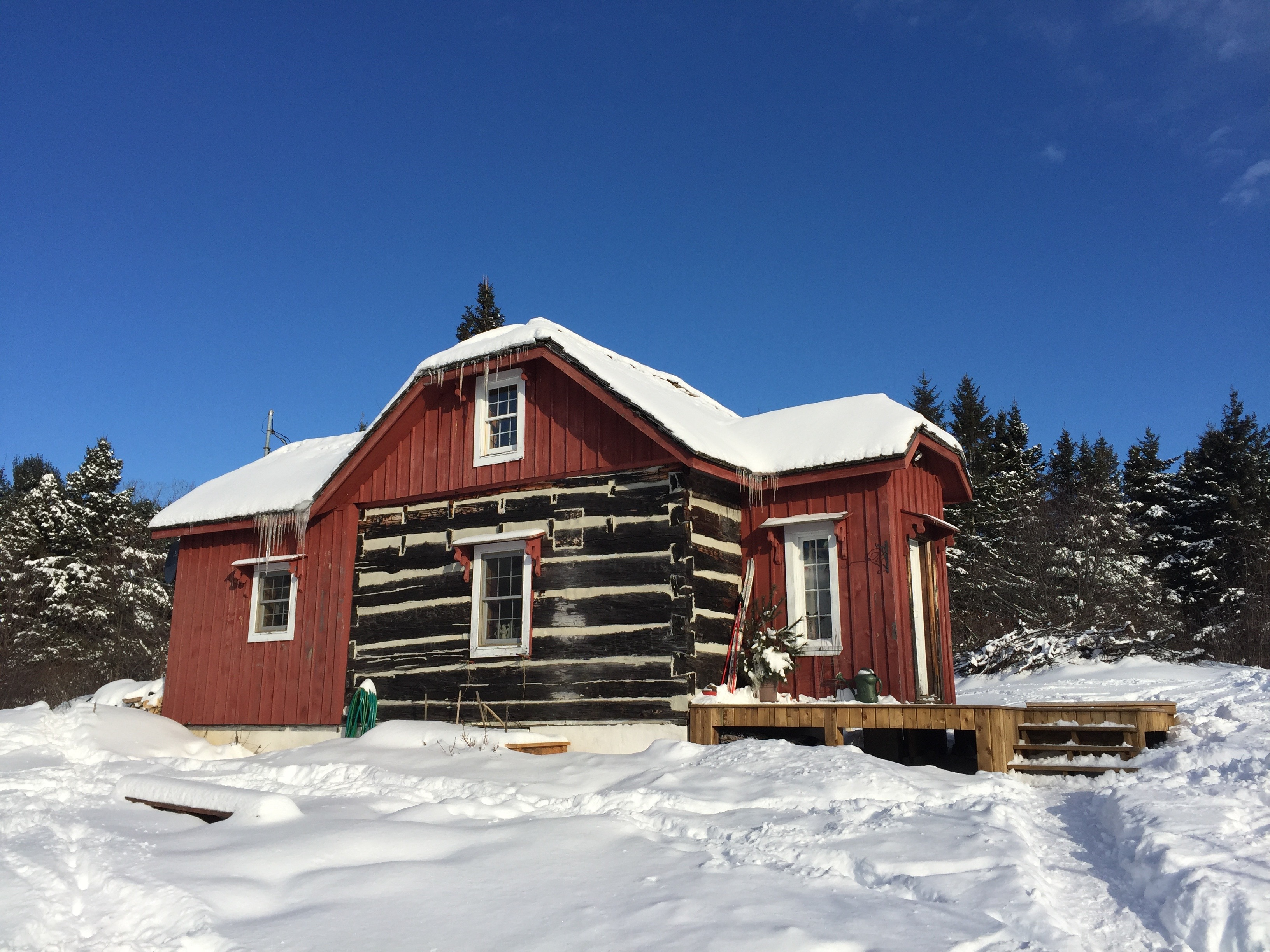
Maison de Tiberius Wright.

Il est élu en 1863 dans le comté d'Ottawa, et devient membre de la Chambre des communes du Canada de 1867 à 1891.
Le pont Alonzo-Wright nommé à sa mémoire en 1964, traverse la rivière Gatineau dans la ville de Gatineau.
Dans son enfance, il vivait dans la Petite maison rouge construite entre 1824 et 1842 par son père Tiberius Wright, fils de Philemon Wright. Selon les propriétaires actuels, il s'agit possiblement de la plus vieille bâtisse dans l'Outaouais québécois.